# Girl's Garden
《Girl's Garden》是一款由世嘉製作及發行的动作游戏及戀愛模擬遊戲，於1984年12月或1985年2月在SG-1000平臺推出。本作是中裕司和川口博史的處女作，中裕司後來創造了刺猬索尼克系列，川口博史則為數款熱門的世嘉街機遊戲作曲。輿論普遍讚譽《Girl's Garden》簡潔的設計和優異的技術基礎，同時本作亦為早期戀愛模擬遊戲的代表作。

## 遊戲玩法

《Girl's Garden》遊戲畫面截圖，顯示女主角在關卡完成後向男主角獻上花朵的情景

《Girl's Garden》是一款动作游戏及戀愛模擬遊戲。玩家在遊戲中將操控戀愛中的女孩「帕普莉醬」收集盛開的花朵，以贏得男孩「薄荷君」的心。玩家要在每一關卡中收集到一定數量的花朵，並在遊戲時間限制結束之前將花朵送到薄荷君手上，不然薄荷君就會去找帕普莉醬的情敵，另一位女孩「可可醬」，此時玩家即告失敗。在遊戲過程中，玩家需要繞過如同迷宮般的重重路徑，有時還會遇到熊等敵人角色，此時玩家可以使用一系列遊戲道具進行迴避。

## 開發過程
《Girl's Garden》是中裕司和川口博史的處女作。中裕司於1984年4月加入世嘉之後大約一個月，所屬部門的課長要求他為SG-1000平臺開發一款女性向遊戲作為技巧測試。中裕司便與另一名新人川口博史合作，開始製作遊戲。兩個月後，他們將研發中的《Girl's Garden》展示給課長看，課長驚呼：「這會大賣！」十分滿意，並決定讓中裕司將本作開發完成，上市銷售。
《Girl's Garden》的開發過程歷時約五個月。硬體限制使得捲動螢幕和在畫面上同時顯示許多精灵图十分困難。由於SG-1000主機一次只能同時渲染四張精靈圖，加上在背景圖層捲動時並不容易同時讓熊等敵人和花朵同時出現並移動，中裕司和川口博史遂將熊等敵人直接編程繪製在背景上。音效部分，則是由林克洋和中林亨二人負責。
遊戲開發完成後，世嘉花了三個月生產所需的ROM卡带。世嘉共製造了80,000份卡匣，其中約售出一半。據《世嘉土星雜誌》1998年的報導，《Girl's Garden》於1984年12月發售；但中裕司後來在2002年的訪問中表示按遊戲開發進度和卡匣製造時程來看，《Girl's Garden》不可能在那個時間點發售，並認為本作應該是1985年2月才推出的，並回憶當時他的上司告訴他當月遊戲銷量欠佳。

## 評價與影響
輿論普遍讚譽《Girl's Garden》簡潔的設計和優異的技術基礎。USgamer（Eurogamer支部）的傑里米·佩瑞許（Jeremy Parish） 稱本作為「無害（inoffensive）、可有可無的（inessential）」簡單遊戲，鮑勃·麥基（Bob Mackey）則認為本作是SG-1000平臺上「技術上令人印象深刻的遊戲之一」，並表示本作可愛的視覺呈現掩蓋了背後隱含的「可疑的（questionable）互累症意涵」。佩瑞許批評本作中女主角的目標竟是要去「試圖贏得男孩的心，而不是去拯救男主角」。Ars Technica則將本作與《天使們的午後》並稱為「重要的早期戀愛模擬遊戲」。
《Girl's Garden》曾於2006年短暫於GameTap平臺上重新發行。若玩家持有《SEGA 3D復刻檔案室》資料存檔時，可在《SEGA 3D復刻檔案室3 FINAL STAGE》中解鎖遊玩本作。此外，世嘉亦有考慮將本作加入SEGA Forever的遊戲陣容。
中裕司後來創造了刺猬索尼克系列，成為電子遊戲業界最負盛名的設計師之一；川口博史則為《超級摩托車》和《Out Run》等數款熱門的世嘉街機遊戲作曲。